# Río Arzobispo

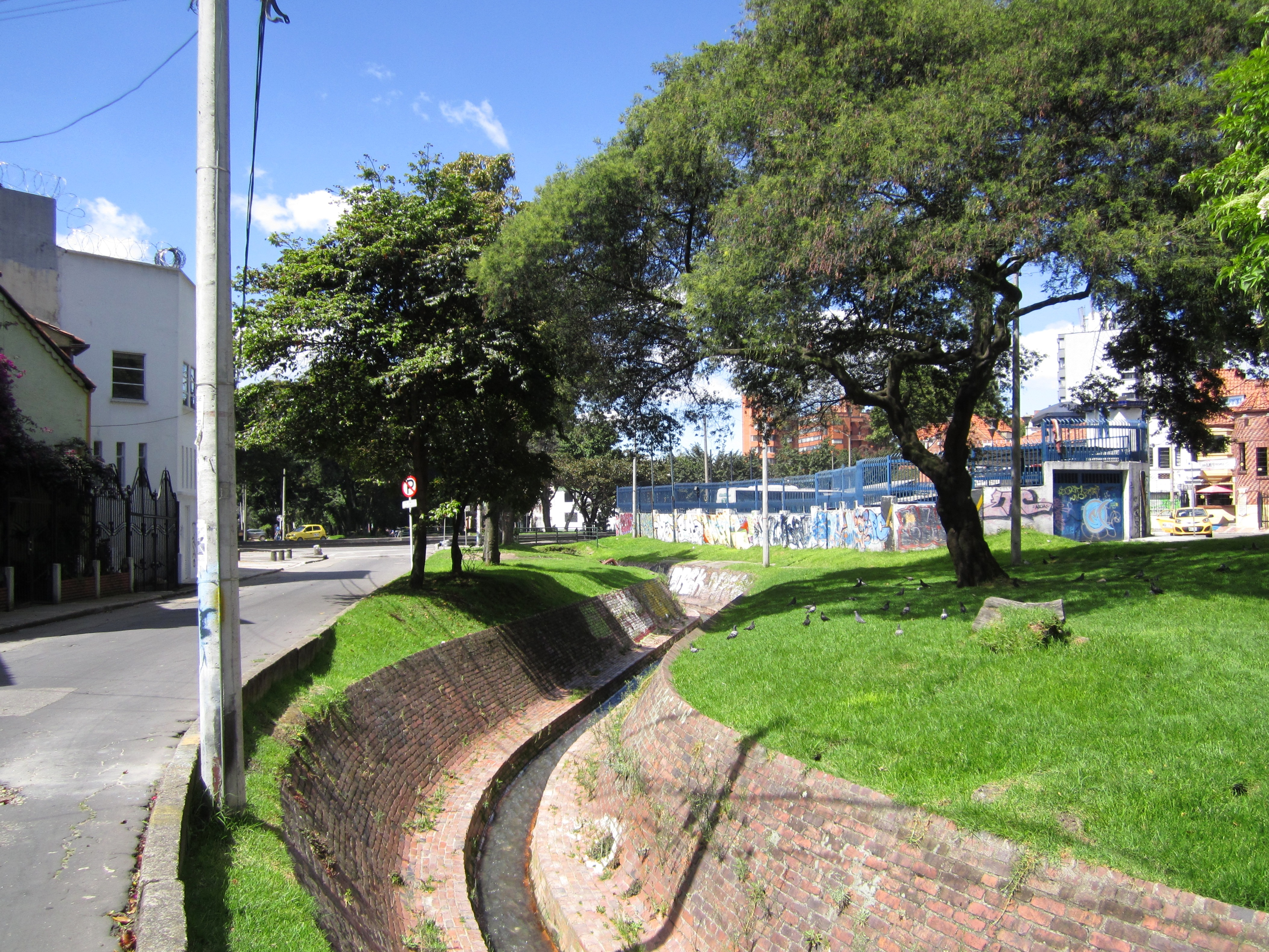
El río Arzobispo al llegar a Bogotá.

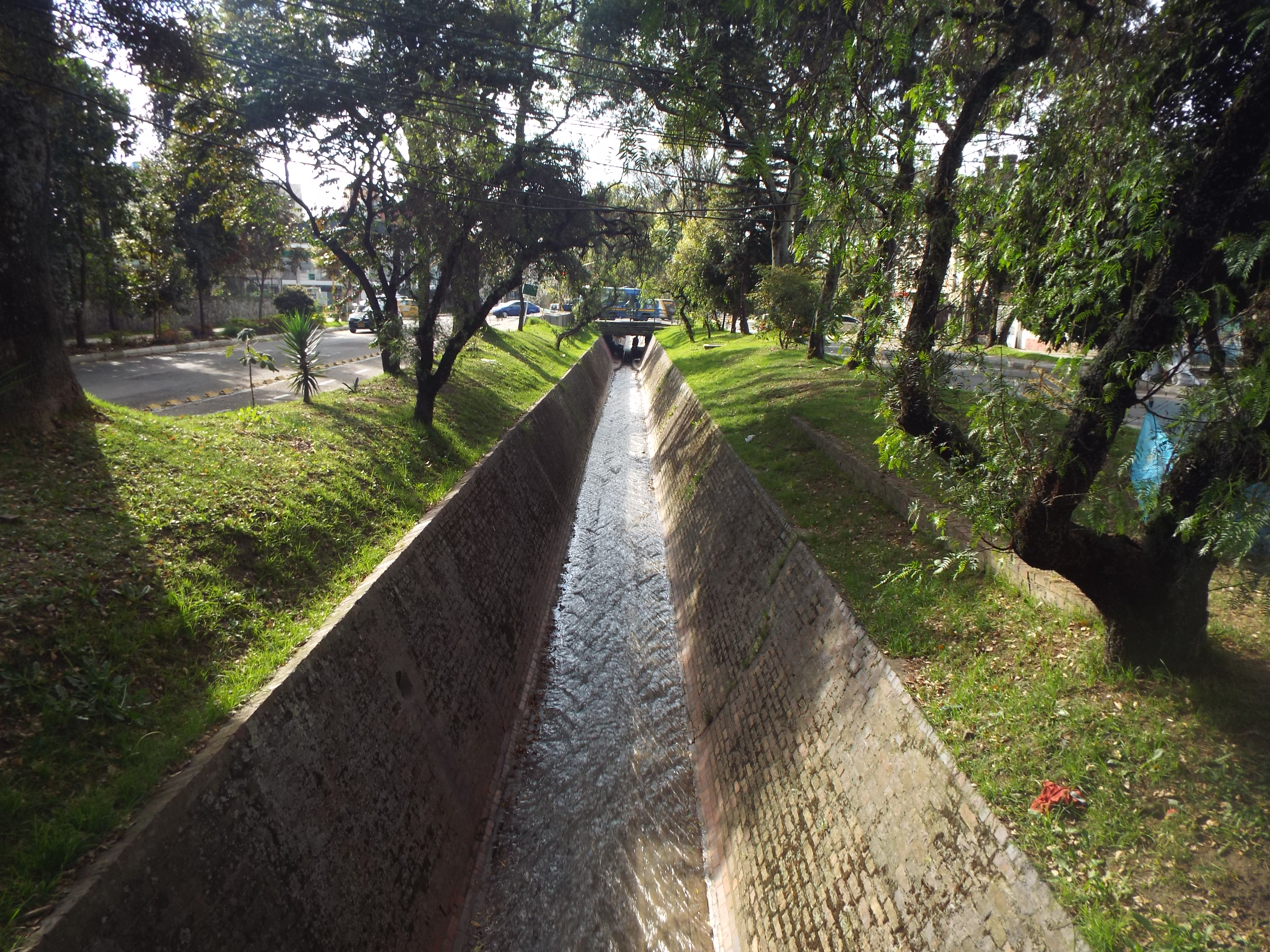
Cauce del río Arzobispo en los barrios La Magdalena y Santa Teresita.

El río Arzobispo, también conocido como río Neuque, que aguas abajo recibe los nombres de río Salitre y Juan Amarillo, es un río de Bogotá. Nace en los cerros Orientales de Bogotá, atraviesa las localidades de Santa Fe, Chapinero, Teusaquillo, Barrios Unidos, Engativá y Suba. 
Pertenece a la subcuenca hidrográfica del río Salitre que cuenta con un área de 13.251,48 hectáreas. Desemboca en el río Bogotá al occidente de la ciudad en la localidad de Suba.

## Recorrido
Nace a 3.200 m s. n. m. en los cerros Orientales de la ciudad en la laguna del Verjón, la cual se encuentra en el páramo de Cruzverde en la cordillera Oriental de Los Andes en Colombia. Desciende por el costado septentrional de Monserrate, donde se encuentra el Salto de la Ninfa. A continuación bordea el Pico del Águila marcando el costado norte del parque nacional. 
Entre la avenida Circunvalar y la carrera Quinta, recibe las aguas de la Quebrada Pardo Rubio, que vierte en su cauce las aguas servidas del barrio del mismo nombre. En el parque nacional el Neuque es asimismo canalizado y marca la frontera entre las localidades de Santa Fe y de Chapinero. En su recorrido hacia el noroccidente, el río atraviesa la carrera Séptima y la avenida Caracas, tras la cual entra a la localidad de Teusaquillo. En esta recorre los barrios, La Magdalena, Santa Teresita y La Soledad.
El curso del río se atraviesa subterráneamente la calle Cuarenta y cinco a la altura de la carrera Veinticuatro. A continuación fluye entre los barrios Palermo, en su orilla norte, y Sebastián de Belalcazar en la sur y llegando a la NQS con calle 48 pasa por debajo para emerger al canal en la mitad de la NQS  y a partir de este punto se le llama canal salitre.
Desde ese punto gira a la derecha y circula de sur a norte por el canal colector de la avenida NQS hasta la calle 70, ya en la localidad de Barrios Unidos. Desde allí dobla hacia el occidente bordeando la diagonal 71 bis, la transversal 56 A y las diagonal 78 B y 79 B. Tras cruzar la Calle 80, recibe las aguas del río Negro a la altura de la Avenida 68. Desde este punto, marca la frontera entre las localidades de Engativá, al sur, y de Suba, al norte.
En esta zona, atraviesa la avenida Boyacá en un sector arborizado, donde también se encuentra el centro comercial Titán Plaza. Desde ese punto sigue a grandes líneas la calle 93. Bordea por el sur el club Los Lagartos. Termina su recorrido en el humedal Tibabuyes, el mayor de la ciudad. Desemboca en la margen izquierda del río Bogotá.

## Historia
En la actualidad se desconoce el nombre original del río, erróneamente se hace referencia con el nombre de Neuquén.

### SigloXX
Durante la década de los años treinta el río es canalizado con adoquines buscando crear una armonía con las fachadas de ladrillo a la vista.

### SigloXXI

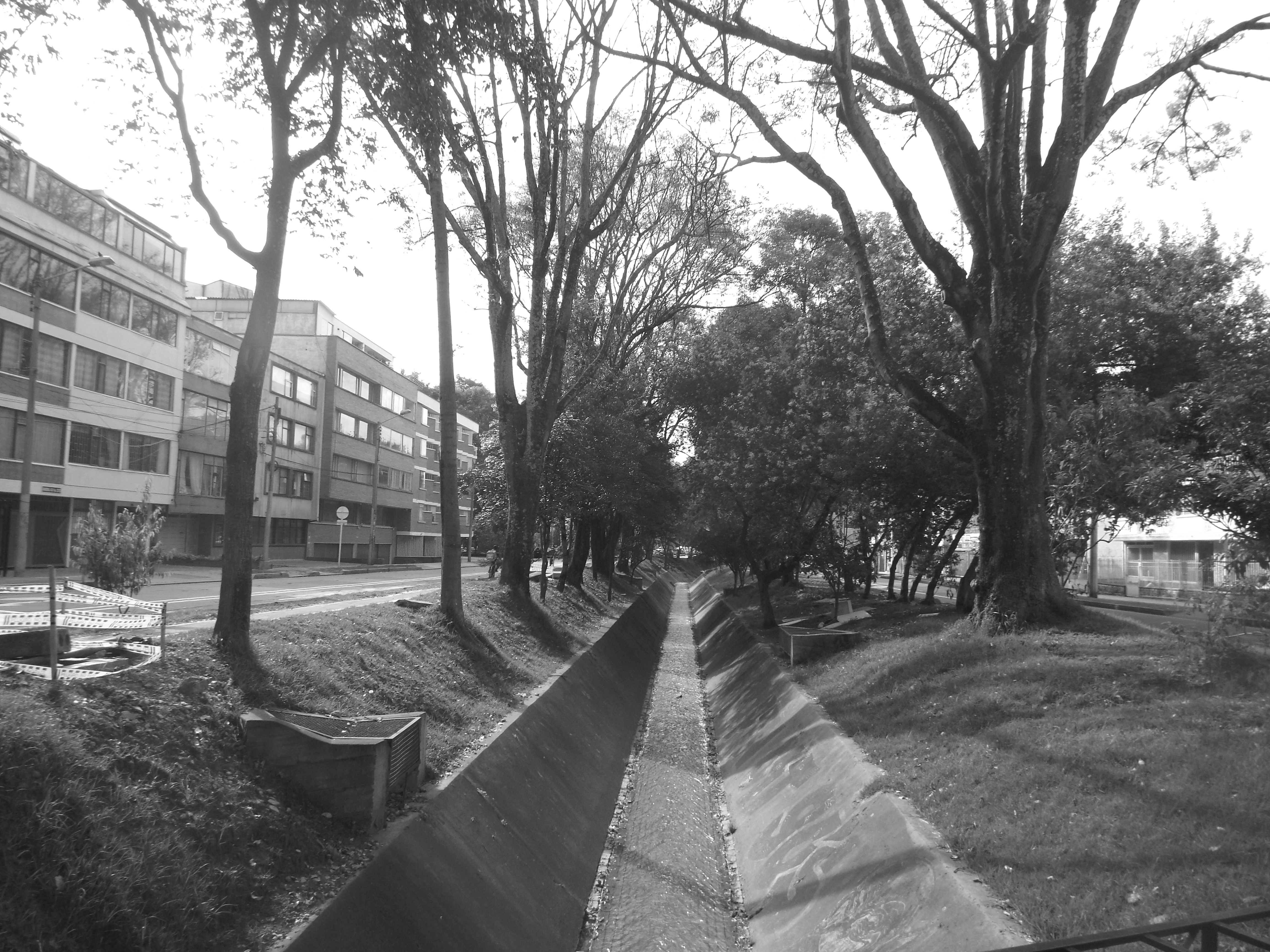
Taludes en concreto

Durante el siglo han aparecido diferentes organizaciones que buscan su recuperación.

## Participación ciudadana
El río Arzobispo en los últimos lustros ha contado con dos espacios de participación ciudadana como: Mesa Interlocal de la Cuenca del Río Salitre y el Comité del Río Arzobispo, los cuales desarrollaron diversas actividades encaminadas a su recuperación.

## Problemáticas
Invasión de la ronda
Endurecimiento con mobiliario urbano en la ronda
Vertimiento de  aguas residuales
Inseguridad

## Potencialidades
Corredor ecológico
inclusión en los Planes Especiales de Manejo y Protección (PEMP) del parque nacional Olaya Herrera y del Sector de Interés Cultural de Teusaquillo: 
Recuperación de la calidad del agua